# City (együttes)
A City német rockegyüttes, amely 1972-ben alakult, alapító tagjai Fritz Puppel, Georgi Gogow, Klaus Selmke, Manfred Hennig és Toni Krahl voltak. Legismertebb daluk az Am Fenster az első nagylemezükről. City Band Berlin néven alakultak, amit később City Rock Bandre változtattak, végül egyszerűen csak a City nevet vették fel. Nagyobb kelet-németországi turnét követően nyílt lehetőségük, hogy felvegyék első nagylemezüket 1978-ban.

## Tagok
- Fritz Puppel (gitár)
- Klaus Selmke (dob)
- Ingo Doering (basszus, 1972-75)
- Klaus Witte (billentyűsök, 1972-75)
- Frank Pfeiffer (vokál, 1972-75)
- Andreas Pieper (furulya, 1972-75)
- Georgi "Joro" Gogow (basszus, hegedű, 1975-82, 1988-tól)
- Emil Bogdanow (vokál, 1975-76)
- Toni Krahl (vokál, 1976-tól)
- Giesbert Piatkowski (gitár, 1980-82)
- Rüdiger Barton (billentyűsök, 1980-82)
- Manfred Hennig (billentyűsök, 1982-88)

## Lemezeik

### Albumok
- Am Fenster (AMIGA, 1978)
- Der Tätowierte (AMIGA, 1979)
- Dreamer (AMIGA, 1980)
- Unter Der Haut (AMIGA, 1983)
- Feuer Im Eis (AMIGA, 1984)
- Casablanca (AMIGA, 1987)
- Keine Angst (Ariola, 1990)
- Rauchzeichen (1997)
- Am Fenster 2 (2002)
- Silberstreif Am Horizont (AMIGA, 2004)
- Für Immer Jung (Ariola, Sony Music, 2012)
- Danke Engel - Unplugged (2013)
- Das Blut So Laut (2017)

### Kislemezek
- Die Frau des Seiltänzers / Der Spatz (1975)
- Der Tätowierte / Es ist unheimlich heiß (1976)
- Am Fenster / Mein alter Freund (1977)
- Der King vom Prenzlauer Berg / Traudl (1977)
- Aus der Ferne / Der Tätowierte (1979)
- Sonnabendmittag / Schalt die Glotze aus (1980)
- Efkaristo / Abschied (1981)
- Glastraum (1983)
- Kontra / Nur Rock' n' Roll (1983)
- Unter der Haut / Kontra (1983)
- Unter der Haut / Sisyphus (1983)
- Mir wird kalt dabei / Neongott (1984)
- Casablanca / Cinema Hall (1987)
- Wand an Wand (1988)
- Komm und trink aus / Ganz leicht (1997)
- Flieg ich durch die Welt (2002)
- Zu spät (2012)

## Fordítás
- * Ez a szócikk részben vagy egészben  a   City (band) című angol Wikipédia-szócikk fordításán alapul.  Az eredeti cikk szerkesztőit annak laptörténete sorolja fel. Ez a jelzés csupán a megfogalmazás eredetét és a szerzői jogokat jelzi, nem szolgál a cikkben szereplő információk forrásmegjelöléseként.